# サム・ファー

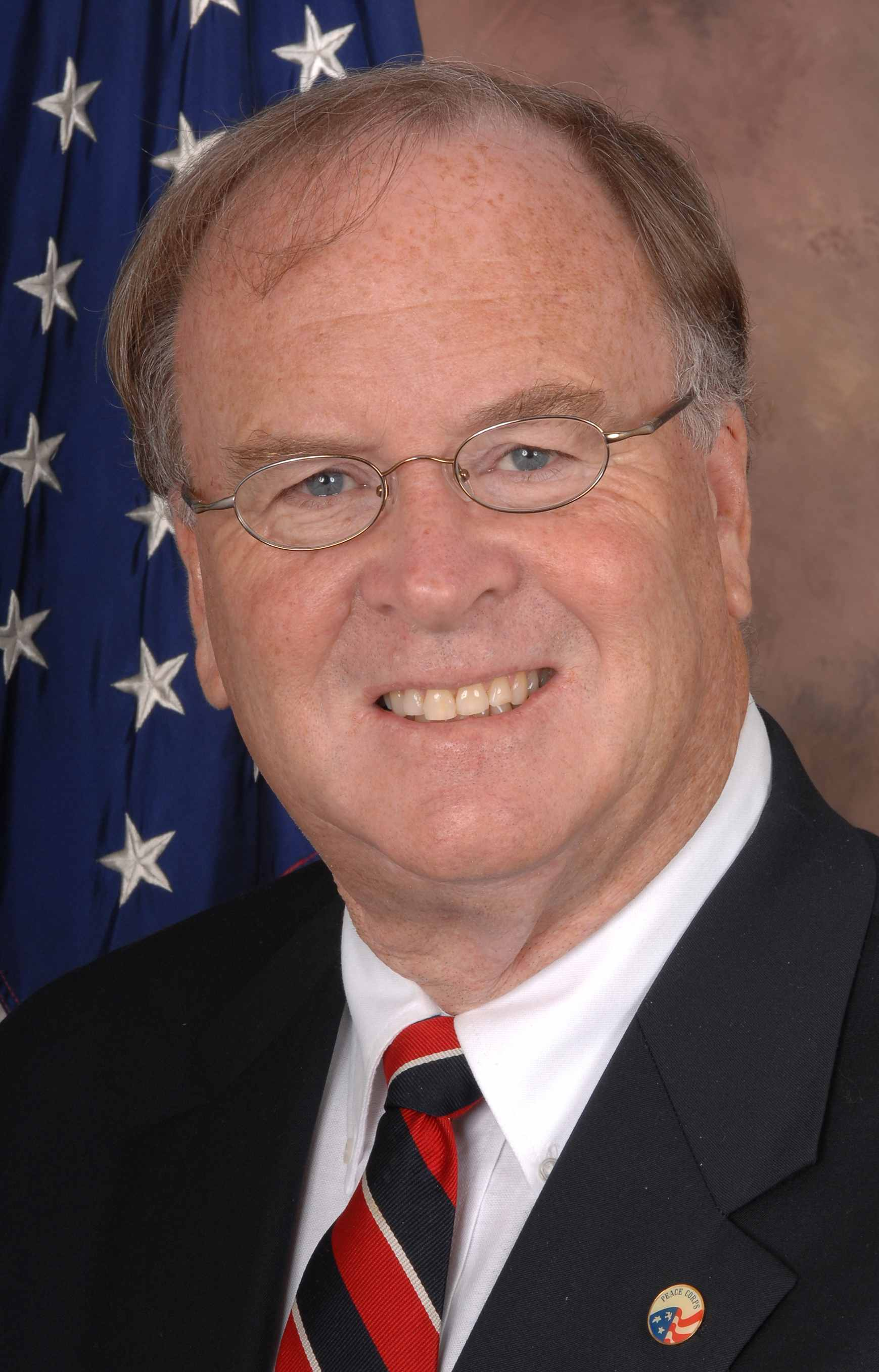
サム・ファー

サム・ファー（Sam Farr、1941年7月4日 - ）は、アメリカ合衆国の政治家。民主党所属の下院議員。カリフォルニア州選出。
サンフランシスコで生まれて、ウィラメット大学を卒業後、カリフォルニア州議会の職員を得て1993年の補欠選挙で議会に選出される。
環境と労働者の良い保護がないと考え中米の自由貿易協定に反対する際に、下院の民主党員のリーダーとしての役割を果たした。イラク戦争に関しては反対投票をしている。